# Organizzazione territoriale degli spazi agricoli

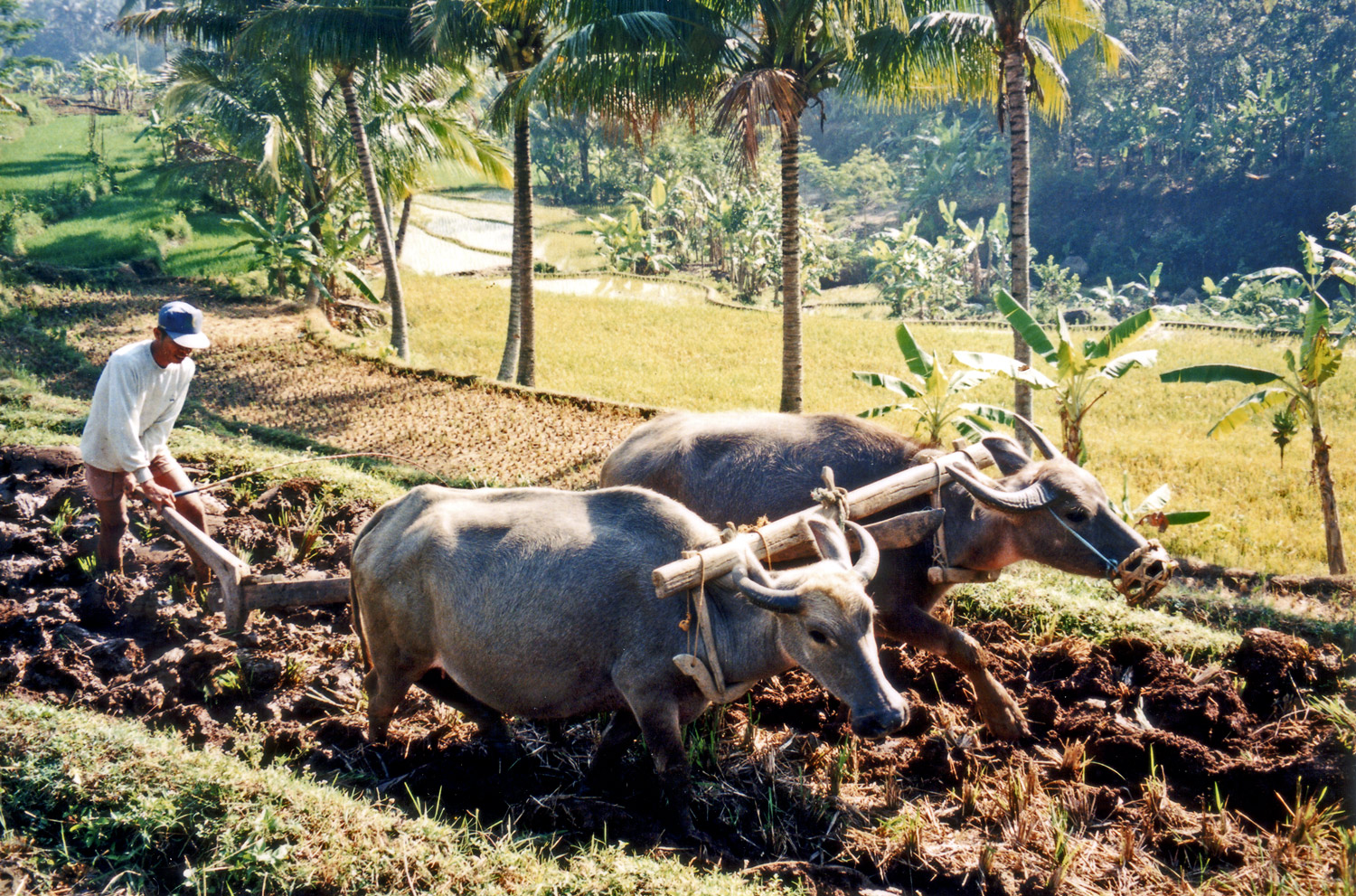
Aratura di risaie con bufali, in Indonesia.

La maggior parte della terra non è sfruttabile per la sopravvivenza umana a causa della qualità, del clima e della pendenza del terreno naturale. Per la restante parte di globo invece le condizioni ecologiche permettono lo sviluppo di gruppi umani. Tuttavia l'uomo ha anche una certa capacità di modifica parziale dell'ambiente attraverso opere di bonifica, terrazzamento ecc.

## Le condizioni ecologico-ambientali

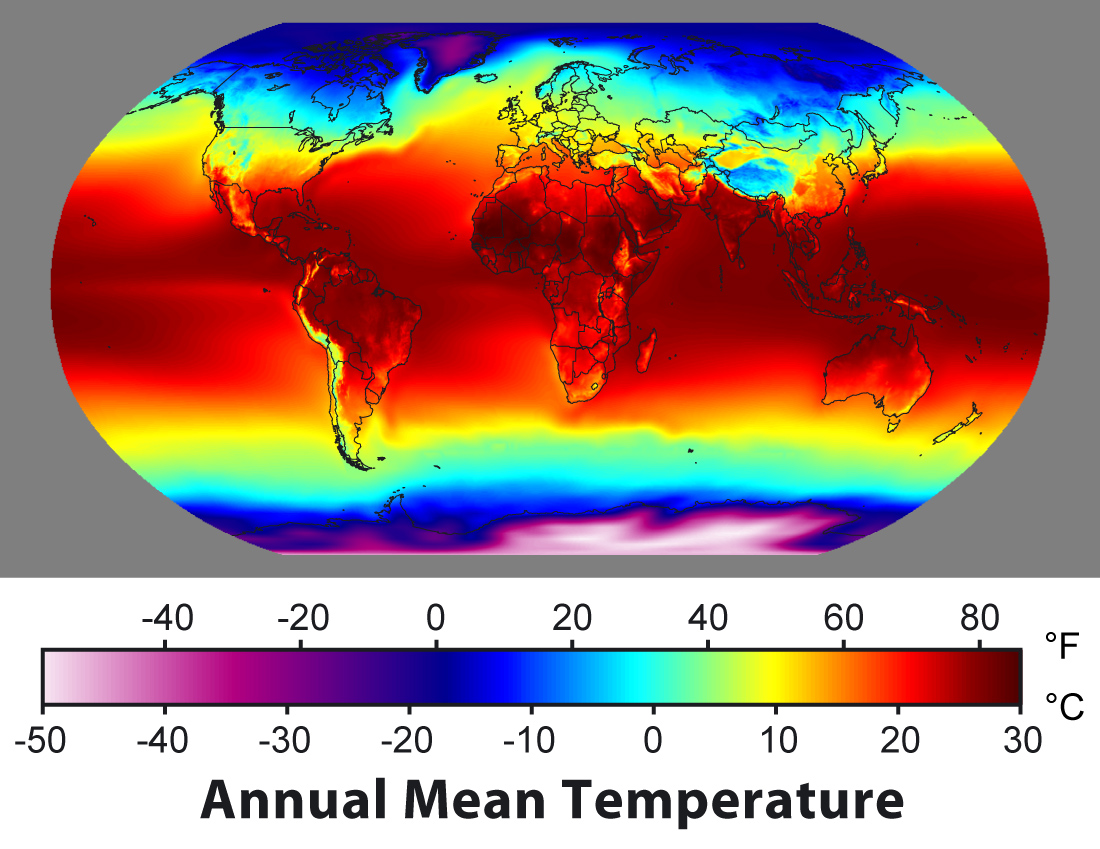
Media annuale delle temperature della superficie terrestre dal 1961 al 1990. Questo è un esempio di come il clima varia a seconda della posizione.

Le condizioni di natura fisico-ambientale possono essere suddivise in tre gruppi principali. 
- il clima e le acque (temperatura minima per la germinazione del seme: 5-7°, 2.200 mm di pioggia ripartita durante l'anno è il minimo di acqua necessaria).
- Il rilievo che determina una modifica locale delle condizioni climatiche in quanto all'aumentare dell'altitudine, diminuisce la temperatura, aumentano le precipitazioni e si intensifica il vento. Inoltre anche la pendenza del terreno incide significativamente non permettendo molti tipi di coltura.
- Il suolo, che è un insieme di detriti minerali misti a sostanze organiche (humus). La fertilità naturale di un suolo è resa evidente dalla flora spontanea che vi si sviluppa. Allorché un suolo viene utilizzato per l'agricoltura diviene suolo agrario e con questo si sottolinea che la sua composizione e fertilità possono essere modificate dall'uomo. Se si pratica un'agricoltura predatoria i suoli possono divenire improduttivi.

In generale, in base alle combinazioni dei tre fattori sopra specificati, si identificano alcune grandi regioni: 
- regioni equatoriali;
- savane;
- regioni desertiche calde;
- regioni monsoniche;
- regioni mediterranee;
- regioni temperate;
- la tundra.

## Sistemi colturali e società rurali
Entro ciascuna delle grandi aree climatiche si è assistito alla formazione di definiti sistemi colturali basati sull'associazione di due o più varietà vegetali. Nell'Europa del Basso Medioevo, l'aratura profonda, l'introduzione dei buoi, la rotazione delle colture, determinarono la rapida crescita della produzione. A partire dalla prima metà di questo secolo, il diffondersi dei fertilizzanti chimici, degli erbicidi e pesticidi, la selezione scientifica delle piante e il crescente utilizzo dei macchinari, si determinò un ulteriore sviluppo agricolo. Attualmente l'agricoltura è ancora l'attività economica più diffusa del globo, ma nei paesi sviluppati occupa meno del 6% della popolazione attiva.
Il progresso tecnico in agricoltura si manifesta nella crescente capacità di controllo e trasformazione delle condizioni naturali. L'insieme delle tecniche utilizzate dipendono tuttavia dalle condizioni economiche e tecnologiche in cui operano le diverse società umane. È importante sottolineare la netta discrepanza tra la capacità biologica dei suoli e la loro reale resa in termini di prodotto, perché spesso le aree più produttive non corrispondono a quelle che sono più favorite dalle condizioni naturali.

## I fattori sociali, demografici e politico-economici
La distinzione tra grande e piccola proprietà ha un valore relativo dato che la dimensione assume un significato positivo o negativo in rapporto al contesto sociale. Infatti una piccola proprietà può rendere difficile l'impiego di macchinari ad alta resa, e una grande proprietà che non sia ben organizzata risulterà parimenti improduttiva. Dopo il secondo conflitto mondiale, in molti paesi si è presentata l'emergenza di riforme agrarie che distribuissero piccole proprietà alla popolazione in modo da assicurarne lo sfruttamento e allentare le tensioni sociali.
Nel concetto di riforma agraria si abbracciano molteplici interventi volti a modificare le modalità di conduzione dei terreni, gli interventi sono genericamente indirizzati al miglioramento delle tecniche e dell'organizzazione agricola. Spesso a tale riforma si associa soprattutto la riduzione delle dimensioni delle proprietà. La riforma agraria avviata nel 1950 in Italia è l'esempio di una politica rivolta  a dare soluzione ai sintomi patologici dell'agricoltura contadina: l'estrema povertà di massa tra la popolazione rurale. In questo caso le terre furono espropriate dietro indennizzo e successivamente ridistribuite in lotti alle  famiglie contadine. Il relativo miglioramento delle colture dovuto alla riforma, si accompagno a un modesto risultato economico.
A partire dalla seconda guerra mondiale l'evoluzione dell'agricoltura nei paesi sviluppati a economia di mercato, ha attraversato due distinte fasi di sviluppo. La prima (fino agli anni 1980) fu caratterizzata da un processo continuo di modernizzazione. La seconda, più recente, è stata definita post-produttivistica e si caratterizza per l'intensificazione di relazioni tra economia agricola e altre forme di sviluppo rurale. Inoltre nella prima fase si sono susseguiti tre processi distinti e interconnessi: l'intensificazione della produzione; la concentrazione della produzione; la specializzazione. Queste tre caratteristiche hanno originato forme altamente capitalistiche di organizzazione dell'attività agricola.

## Consumi e commercializzazione dei prodotti agricoli
Il consumo alimentare, specialmente nei paesi sviluppati, ha subito profondi cambiamenti nell'ultimo secolo. L'aumento della popolazione e la progressiva crescita del potere di acquisto hanno drasticamente ridotto l'agricoltura rivolta all'autoconsumo. Inoltre nei paesi sviluppati è diminuito sensibilmente il consumo pro capite di cereali ed è cresciuto quello di carne, al contrario dei paesi sottosviluppati. Le tre principali specie di cereali rappresentano da sole circa la metà della componente energetica alimentare consumata dalla popolazione mondiale, mentre carne e pesce coprono circa il 10% del consumo alimentare del pianeta. La trama del commercio agricolo mondiale è caratterizzata da significativi flussi di derrate agricole destinate ai paesi industrializzati. I paesi della triade (America del Nord, Europa e Sud-Est asiatico) infatti assorbono più di due terzi delle esportazioni mondiali di prodotti agricoli. I paesi esportatori dal canto loro, appaiono anche economicamente vulnerabili di fronte alle fluttuazioni della domanda. Infine, i flussi commerciali sono controllati da un numero limitato di grandi imprese occidentali che a differenza delle imprese petrolifere lasciano ai produttori tanto i rischi legati alla produzione quanto quelli connessi all'irregolarità dei prezzi.

## I grandi sistemi di produzione
Le numerose forme di produzione agricola possono sinteticamente essere classificate in due diverse tipologie. 
- L'agricoltura contadina o tradizionale o di sussistenza, diffusa nei paesi poveri, occupa circa 2/3 della popolazione del pianeta. Nel complesso si tratta di un sistema in regresso di fronte all'avanzare dei sistemi agricoli più moderni;  è un tipo di agricoltura che ha il solo scopo di nutrire chi coltiva il terreno: non ha nessuno scopo commerciale o speculativo.

- L'agricoltura capitalistica, dipendente dal mercato assume forme produttive che consentono il profitto. In questo contesto, l'azienda famigliare si è trasformata e si è andata affermando la grande impresa agroindustriale. Il sistema agroindustriale prevede: la stretta integrazione tra agricoltura e industria alimentare; il dominio crescente dell'industria sull'agricoltura; la realizzazione delle diverse fasi produttive all'interno di un'unica grande azienda. Nei paesi in cui l'attività agricola ha raggiunto elevati livelli di razionalizzazione, gli attivi direttamente occupati nel settore agricolo in senso stretto rappresentano una quota relativamente modesta dell'occupazione totale, mentre l'occupazione nel complesso del sistema agroindustriale raggiunge invece percentuali considerevoli. Un ulteriore diffusa caratteristica dell'agricoltura capitalistica è la monocultura, ovvero la specializzazione in un unico prodotto.

## Le strutture territoriali dell'agricoltura contemporanea

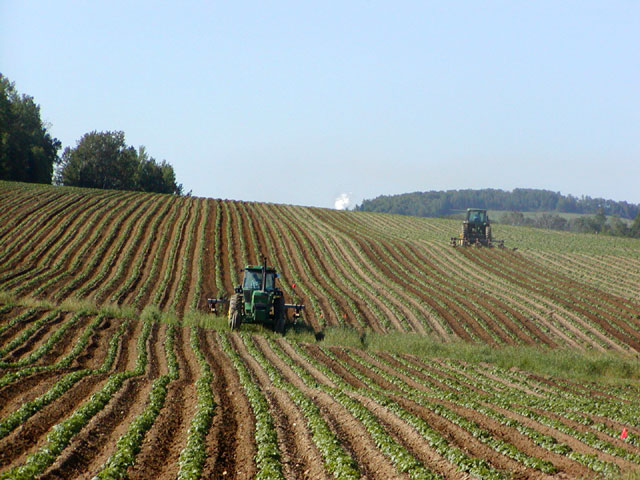
Grande produzione di patate

Le strutture agrarie contemporanee possono essere catalogate in quattro grandi tipologie:
- Agricoltura di sussistenza, che comprende i sistemi agricoli naturali a elevata intensità di lavoro manuale e che non prevedono scambi di prodotti.  Tale struttura agraria è spesso sinonimo sottosviluppo e sottoalimentazione. Dal punto di vista tipologico possono essere individuati tre tipi di agricoltura di sussistenza: agricoltura di sussistenza ad alta intensità di lavoro; agricoltura itinerante del landag; l'agricoltura della oasi.

- Le forme agricole commerciali contadine, sono una forma di agricoltura assai complessa per via delle profonde trasformazioni seguite agli stretti legami instaurati con l'economia industriale e urbana. Con i mercati urbani in particolare, esiste un fitto intreccio di rapporti che poggiano sulla rete di distribuzione del prodotto e sull'esistenza di stretti legami finanziari. Altri fattori che caratterizzano questo tipo di struttura agricola sono: L'elevato prezzo dei terreni; la concorrenzialità a cui le attività sono sottoposte; la crescente specializzazione;

- L'agricoltura speculativa di piantagione, è diffusa soprattutto in America Centrale e insulare, alcuni paesi andini, il sud-est del Brasile, il golfo di Guinea e l'Asia sud-orientale. Si tratta di un'agricoltura votata unicamente alla esportazione. Al vecchio controllo coloniale si è sostituito il controllo di grandi imprese multinazionali che non modificano il significato economico di fondo che è quello di rifornire i paesi sviluppati. L'agricoltura speculativa, diffondendosi a spese di quella tradizionale di sussistenza è altresì responsabile di consistenti migrazioni interne dalle campagne alle città e quindi dell'esplosione demografica delle aree urbane. Vi sono due diverse forme con cui tale sistema si impone: la prima presuppone il coinvolgimento della società contadina indigena nel sistema produttivo importato e si afferma allorché particolari legislazioni prevengano la grande impresa dal diventare proprietaria dei terreni; la seconda, più diffusa, presuppone l'appropriazione fondiaria da parte della grande impresa agroindustriale e la contemporanea disgregazione della società contadina indigena. L'espropriazione dei coltivatori e la loro trasformazione in proletario agricolo segue l'ingresso del capitale estero e l'introduzione di tecnologie avanzate.

- L'agricoltura capitalistica dei grandi spazi è anch'essa caratterizzata da una agricoltura specializzata, speculativa e localizzata a grande distanza dai centri di mercato. Tuttavia essa si differenzia dalla precedente perché situata in regioni dal clima temperato, scarsamente abitate, sovente comprese in territori di paesi industrializzati. Si distingue inoltre per il suo carattere estensivo, la scarsa quantità di manodopera impiegata e l'alta densità del capitale investito.